# 訃報 1984年1月
訃報 1984年1月（ふほう 1984ねん1がつ）では、1984年（昭和59年）1月中に物故した、又は物故が報じられた人物についてまとめる。

## （1日 - 15日）

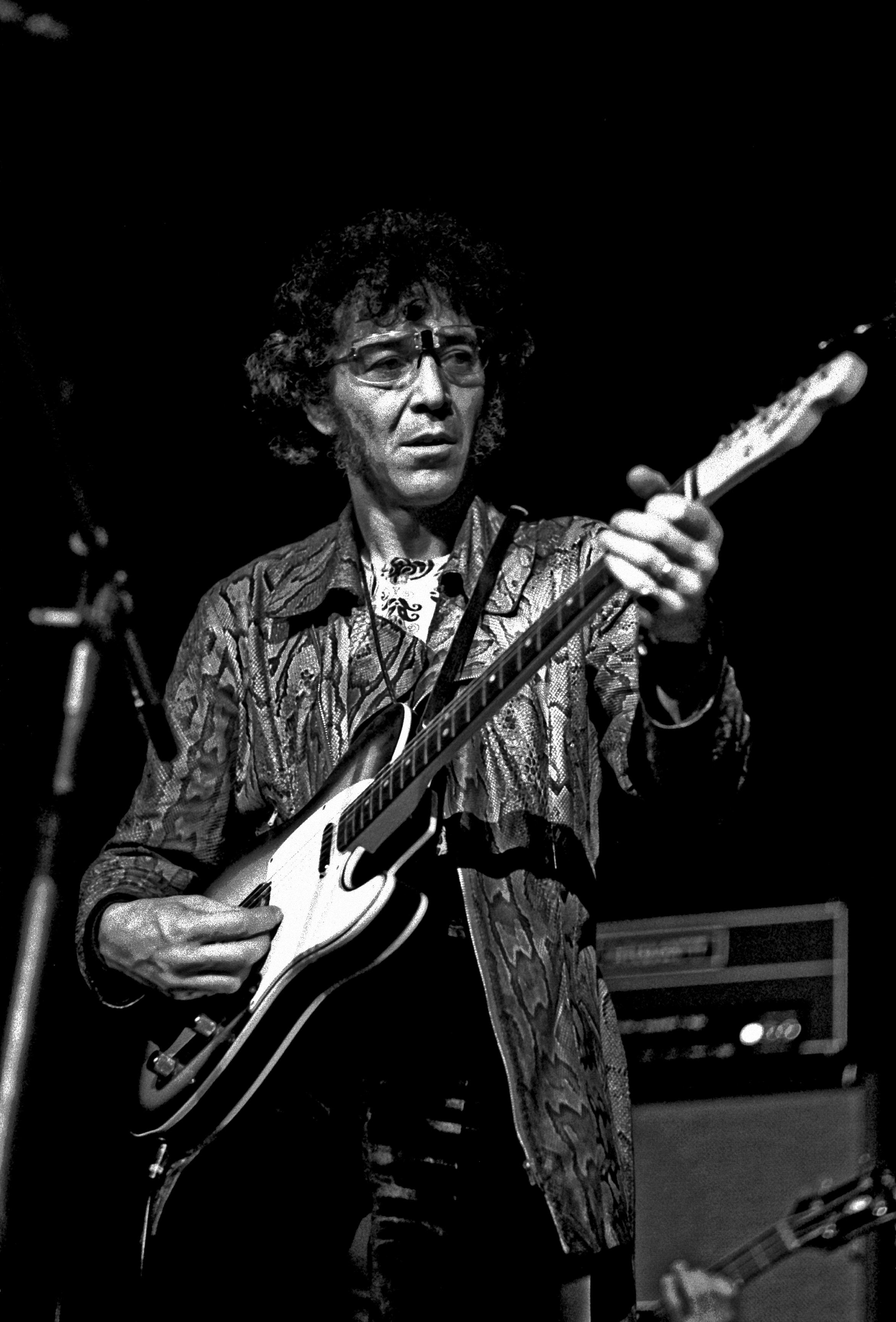
アレクシス・コーナー／1月1日没

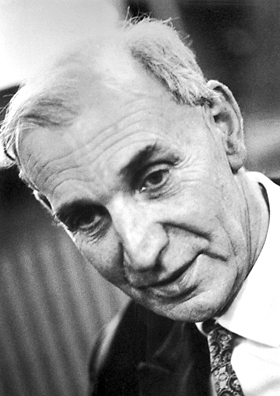
アルフレッド・カストレル／1月7日没

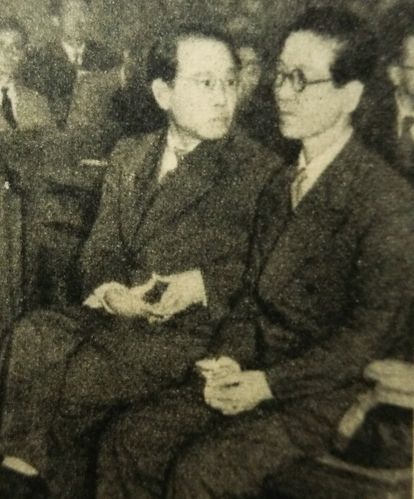
小山久二郎（左）／1月12日没

レイ・クロック／1月14日没

- 1月1日 - 松尾國三、歌舞伎役者・元千土地興行代表取締役社長・初代駐日メキシコ領事・日本演劇興行協会初代会長（* 1899年）
- 1月1日 - アレクシス・コーナー、ミュージシャン（* 1928年）
- 1月4日 - 津田信敏、舞踊家（* 1910年）
- 1月4日 - 丸山熊雄[要出典]、フランス文学者（* 1907年）
- 1月6日 - アーネスト・ラズロ、撮影監督（* 1898年）
- 1月7日 - アルフレッド・カストレル、物理学者（* 1902年）
- 1月8日 - 十六代上山勘太郎、大日本除虫菊代表取締役会長（* 1899年）
- 1月11日 - 安藤楢六、小田急電鉄名誉会長・小田急百貨店代表取締役会長（* 1900年）
- 1月11日 - 真壁仁、詩人（* 1907年）
- 1月12日 - 小山久二郎、安倍能成の甥、小山書店の設立者（* 1905年）
- 1月13日 - 田口哲、映画監督・脚本家（* 1903年）
- 1月13日 - 萩原哲晶、元キューバンキャッツメンバー(* 1925年)
- 1月14日 - レイ・クロック、マクドナルド創業者（* 1902年）

## （16日 - 31日）

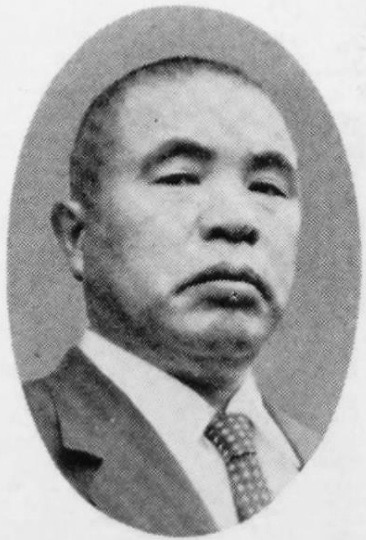
児玉誉士夫／1月17日没

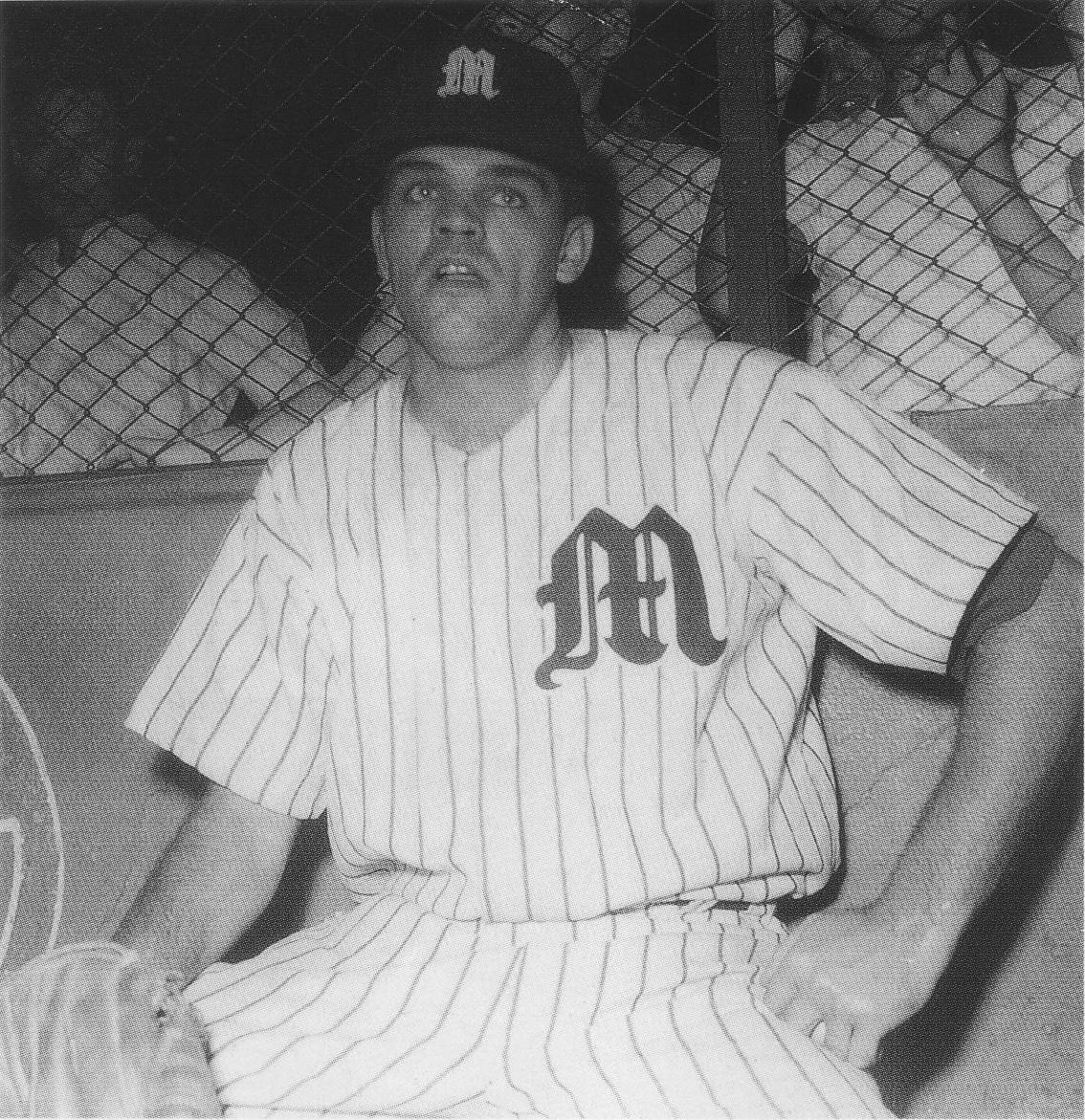
レオ・カイリー／1月18日没

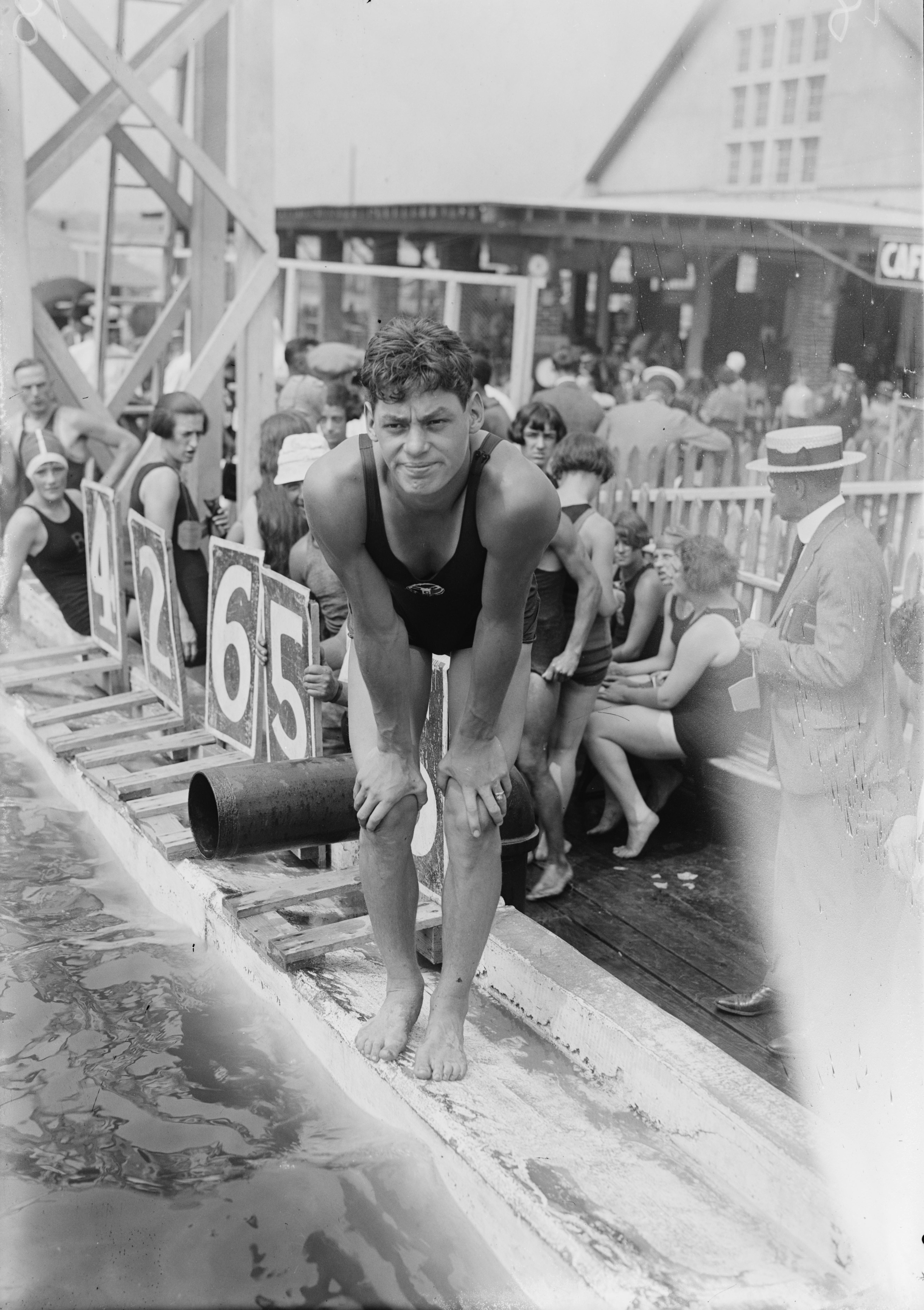
ジョニー・ワイズミュラー／1月20日没

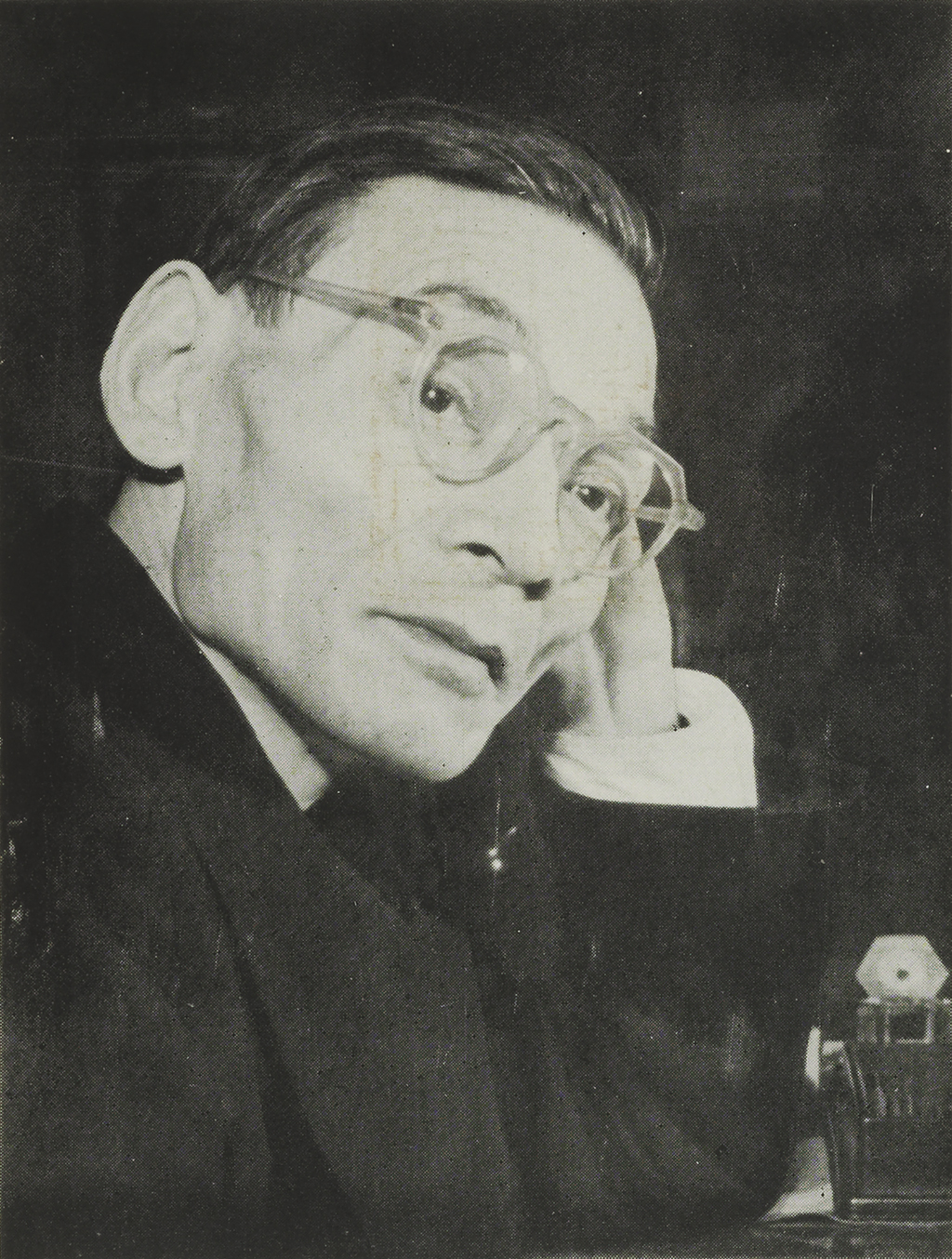
一万田尚登／1月22日没

- 1月16日 - 仁田勇、物理化学者（* 1899年）
- 1月17日 - 児玉誉士夫、右翼活動家（* 1911年）
- 1月17日 - 溝渕増巳、高知県知事（* 1900年）
- 1月18日 - レオ・カイリー、メジャーリーガー（* 1929年）
- 1月19日 - 今泉篤男、美術評論家・京都国立近代美術館館長（* 1902年）
- 1月20日 - ジョニー・ワイズミュラー、水泳選手・俳優（* 1904年）
- 1月22日 - 一万田尚登、第18代日本銀行総裁（* 1893年）
- 1月25日 - 二代春風亭梅橋、落語家（* 1934年）
- 1月28日 - 田崎広助、洋画家（* 1898年）
- 1月30日 - 西尾克三郎、鉄道写真家（* 1914年）
- 1月30日 - 佐山俊二、コメディアン・俳優（* 1918年）
- 1月30日 - アレハンドロ・ゴイコエチェア、鉄道技術者（* 1895年）
- 1月31日 - 中安閑一、元宇部興産会長・元経済団体連合会常任理事（* 1895年）
- 1月31日 - 四代林家小染、落語家（* 1947年）